# 956 (numero)
Novecentocinquantasei (956) è il numero naturale dopo il 955 e prima del 957.

## Proprietà matematiche
- È un numero pari.
- È un numero composto con 6 divisori: 1, 2, 4, 239, 478, 956. Poiché la somma dei suoi divisori (escluso il numero stesso) è 724 < 956, è un numero difettivo.
- È un numero palindromo e un numero ondulante nel sistema posizionale a base 14 (4C4).
- È un numero odioso.
- È un numero congruente.
- È parte delle terne pitagoriche (717, 956, 1195), (956, 57117, 57125), (956, 114240, 114244), (956, 228483, 228485).

## Astronomia
- 956 Elisa è un asteroide della fascia principale del sistema solare.
- NGC 956 è un ammasso aperto della costellazione di Andromeda.

## Astronautica
- Cosmos 956 è un satellite artificiale russo.